# Tebaldo il Vecchio di Blois
Tebaldo detto il Vecchio di Blois e di Tours (... – 942 oppure 944) fu Visconte di Blois, dal 906 e di Tours, dal 909, sino alla morte.

## Origine
Dei suoi ascendenti non si hanno notizie. Fu il capostipite della casata di Blois-Champagne, che espresse un re d'Inghilterra e quattro re di Navarra

## Biografia
Secondo la Chronica Albrici Monachi Trium Fontium Tebaldo, nel 904, comperò la città di Chartres da Hasting, Jarl dei Vikinghi. Anche Guglielmo di Jumièges, nel suo Gesta Normannorum Ducum conferma che Tebaldo comprò da Hasting la città di Chartres, pare con l'inganno.
Nel 906, Tebaldo ottenne il titolo di visconte, dopo la morte del visconte di Blois, Guarnegaud.
Nel 909, secondo le Chroniques des comtes d´Anjou par Marchegay et Salmon, divenne visconte di Tours.
Nel 931, Tebaldo firmò un documento redatto da Ugo, abate di San Martino di Tours, col titolo di visconte.
Secondo alcune fonti assunse il titolo di conte, prima di morire. Infatti in un documento della chiesa di San Martino di Tours, del 944, Tebaldo, citato col titolo di conte e padre di Tebaldo fece una donazione alla chiesa stessa (salvo il diritto di esercitarvi la giustizia) di vari terreni e diede del denaro (due corone d'argento) per la sua futura sepoltura nell'abbazia, che avvenne in quello stesso anno.

## Matrimoni e discendenza
Tebaldo si sposò una prima volta con una donna di cui non si conoscono né il nome né gli ascendenti; di questo matrimonio non esistono fonti primarie che lo confermino, ma lo storico francese Henri d'Arbois de Jubainville, nel suo Histoire des ducs et des comtes de Champagne fa riferimento ad un documento, datato 980, di una donazione fatta alla chiesa di San Martino di Tours, dalla contessa Liutgarda di Vermandois, assieme ai suoi figli, Ugo, Arcivescovo di Bourges e Oddone (?-† 995), conte di Blois a favore delle anime del conte Tebaldo il Vecchio, della contessa Richilde e del loro figlio, il vescovo Riccardo, definito fratello del defunto marito, Tebaldo, deducendo quindi che la madre di Tebaldo non era Richilde ma una moglie precedente. Dalla prima moglie Tebaldo ebbe un figlio:
- Tebaldo detto il Truffatore (910-† 975), conte di Blois, di Chartres, di Châteaudun, e di Tours[7].

Tebaldo, in seconde nozze, sposò Richilde, come è indicato nelle Europäische Stammtafeln, vol II cap. 46 (non consultate). Sugli ascendenti di Richilde non vi è certezza: secondo la tesi più accreditata era Richilde di Blois, figlia di Roberto il Forte e di Agane); mentre per altri era Richilde di Bourges, nipote del re dei Franchi occidentali, Carlo il Calvo (figlia della figlia di Carlo il Calvo, Rotilde e del conte Ugo di Bourges). Dal su menzionato documento citato da Henri d'Arbois de Jubainville, si sa che Richilde aveva dato almeno un figlio a Tebaldo:
- Riccardo (?-† 969), arcivescovo di Bourges dal 956[2],
- una figlia, di cui non si conosce il nome (secondo alcuni Rosalia, o secondo altri Adelaide).  La paternità di Rosalia o Adelaide viene confermata sia dallo storico francese, Arthur de La Borderie[11], che dallo storico bretone, Guy Alexis Lobineau[12], infatti ambedue gli storici la citano come sorella del conte di Blois, di Chartres, di Châteaudun, e di Tours, Tebaldo I il Truffatore. Ambedue le fonti poi confermano che andò sposa, come seconda moglie al duca di Bretagna, Alano II Barbariccia[11][12], come La chronique de Nantes, che conferma che, in prime nozze, Rosalia o Adelaide aveva sposato il duca di Bretagna, Alano II detto Barbastorta[13]. Poi, dopo la morte di quest'ultimo, avvenuta nel 952, tutte e tre le fonti ci informano che, in seconde nozze, ancora come seconda moglie, sposò il conte d'Angiò, Folco, detto il Buono[11][12][14] e secondo La chronique de Nantes, seguì il nuovo marito ad Angers[15].
Mentre a Folco II non diede alcun figlio[16][17], ad Alano II ne aveva dato uno[18]:
  - Drogone[11][12][14].

### Fonti primarie
- (LA)  Monumenta Germaniae Historica, tomus XXIII.
- (LA)  René Merlet, La chronique de Nantes.
- (LA)  Rerum Gallicarum et Francicarum Scriptores, tomus IX.

### Letteratura storiografica
- René Poupardin, I regni carolingi (840-918), in «Storia del mondo medievale», vol. II, 1999, pp. 583–635
- Louis Halphen, Francia: gli ultimi Carolingi e l'ascesa di Ugo Capeto (888-987), in «Storia del mondo medievale», vol. II, 1999, pp. 636–661
- (FR)  Emile Mabille, La pancarte noire de Saint-Martin de Tours brulée en 1793 (ed. 1866).
- (FR)  Histoire de Bretagne, de l'année 754 a l'année 995 di Arthur Le Moyne de La Borderie.
- (FR)  Lobineau, G. A. (1707) Histoire de Bretagne (Paris), Tome I.